# Ligue de football association
La Ligue de football association (es. Liga de Fútbol Asociación, LFA) fue una antigua federación francesa de clubes de fútbol.

## Historia

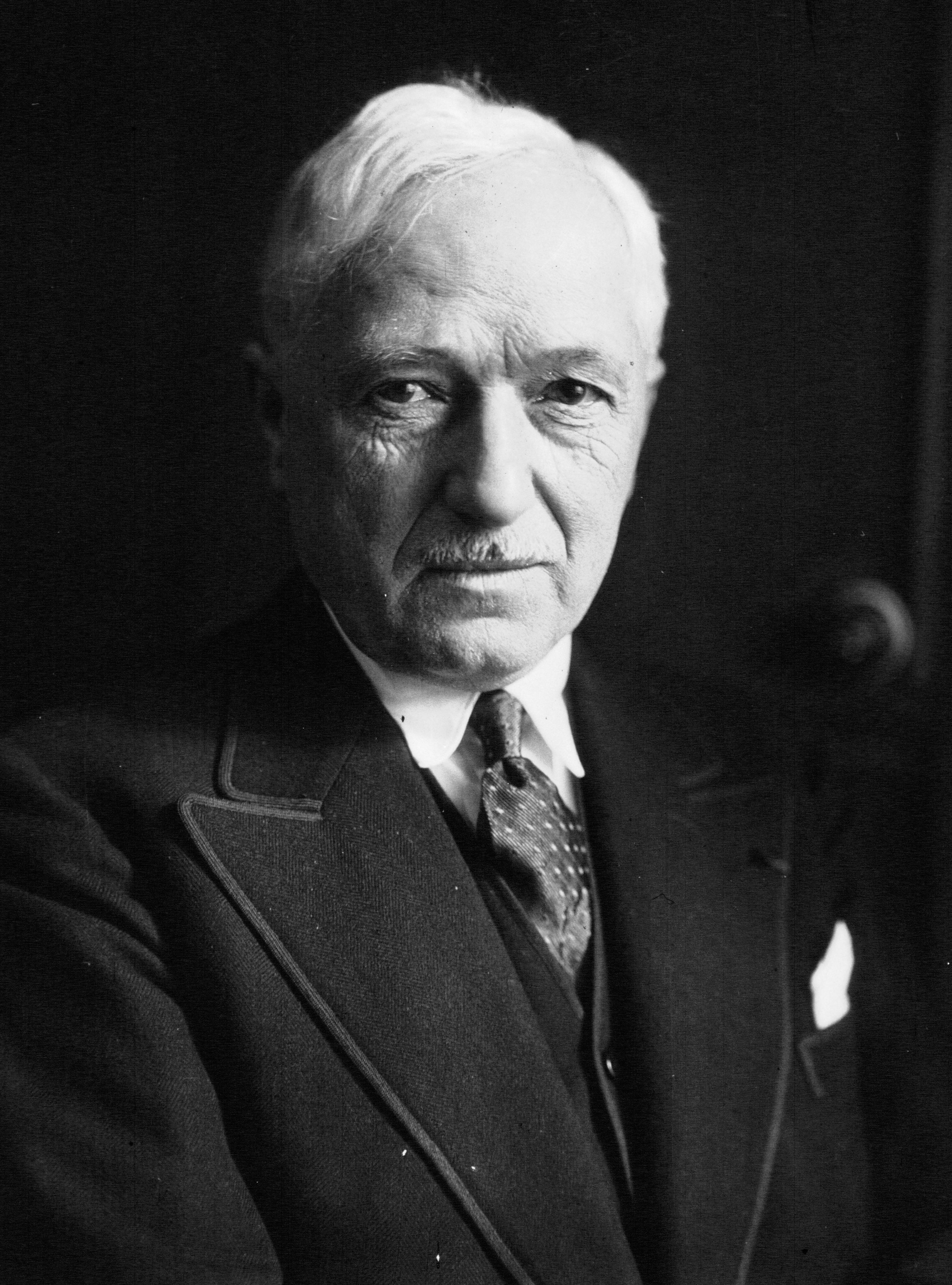
Jules Rimet, presidente fundador de la LFA.

La LFA fue fundada el 27 de agosto de 1910 por cuatro clubes disidentes de la USFSA: Cercle athlétique de París, Red Star Amical Club, Union sportive suisse de Paris y Paris Star. Estos clubes abandonaron la USFSA porque esta última se negó a unirse al Comité Interfederal Francés (CFI), representante de Francia en la FIFA desde hacía tres años. Los miembros fundadores fueron Georges Caizac, Mac Cabe, Vaury, Henri Beau, Robert Desmarets y Michel Fontaine. Jules Rimet dejó su cargo de presidente del Red Star para asumir la presidencia de la recién creada LFA.
La LFA se adhirió al CFI y sus jugadores pudieron ser seleccionados para la selección francesa (excepto para el equipo olímpico francés, todavía gestionado exclusivamente por la USFSA) y participó en el Trofeo de Francia. En 1913-1914, la LFA organizó un campeonato de tres niveles centrado exclusivamente en París y sus suburbios. La primera categoría tenía doce clubes, la segunda tenía 20 y en la tercera había 36.
En octubre de 1917, la USFSA rechazó el reconocimiento de la Ligue du Midi de football Association (LFMA), que reunía a clubes del suroeste y del Languedoc, y se afilió a la LFA. Del mismo modo, la Ligue de Lorraine de football asociación (LEFA) se unió a la LFA, que se "nacionalizó" y organizó su primer Campeonato de Francia, ganado por los sureños de Vie au Grand Air du Médoc contra los parisinos del Club Français (que había eliminado al campeón de Lorena). También se creó una liga occidental (Ligue de l'Ouest), y la rama parisina de la ahora LFA nacional tomó el nombre de Ligue Parisienne de Football Association (LPFA).
La LPFA jugó un papel clave en la constitución de la Federación Francesa de Fútbol en 1919, asumiendo el papel de la nueva Liga de París el 7 de julio de 1919.

## Competiciones
La LFA organizó el Campeonato de Fútbol LFA de 1910 a 1914, cuyo ganador participó en el Trofeo de Francia . Luego organizó su primer Campeonato de Francia en 1918, ganado por el Vie au Grand Air du Médoc.
También organizó dos competiciones durante la Primera Guerra Mundial:
- el Challenge de la Renommée desde 1914-1915[13] hasta la temporada 1918-1919.[14]
- la Copa Interfederal durante la temporada 1916-17, que estuvo abierta a equipos de otras federaciones,[15] ganada por AS Française.